# Kingdom Come: Deliverance II
Kingdom Come: Deliverance II é um RPG de ação desenvolvido pela Warhorse Studios e publicado pela Deep Silver . Sequência de Kingdom Come: Deliverance (2018), o jogo foi lançado para PlayStation 5, Windows e Xbox Series X/S no dia 4 de fevereiro de 2025.

## Sinopse
Assim como em Kingdom Come: Deliverance, o protagonista é Henry, filho de um ferreiro, que vive na Boêmia Central durante a Idade Média, no início do século XV. O enredo segue diretamente do final do jogo anterior, e se passa na "turbulência de uma guerra civil", onde Henry lutará contra o Sacro Imperador Romano Sigismundo e seus aliados. Isso concluirá sua história.

## Jogabilidade
Kingdom Come: Deliverance II é um RPG de ação em mundo aberto no qual o protagonista é controlado em primeira pessoa. As reações e escolhas do personagem do jogador (PC) influenciarão na vida diárias dos NPCs e no desenvolvimento do mundo do jogo.
Ao contrário do início de seu antecessor, Kingdom Come: Deliverance II não começa com Henry completamente inexperiente e destreinado. Pela primeira vez, o jogo apresenta bestas e as primeiras formas de armas de fogo, que podem ser disparadas enquanto o protagonista anda a cavalo.
As três habilidades Oratória, Carisma e Intimidação, que eram aplicáveis em diálogos com NPCs em Kingdom Come: Deliverance foram complementadas por Aparência, Coerção e Dominação nesta sequência.

## Desenvolvimento e lançamento
O desenvolvimento de Kingdom Come: Deliverance II começou em julho de 2019, após o lançamento de seu antecessor e DLCs. Embora o Warhorse Studios tivesse 131 funcionários em 2019, ele cresceu para cerca de 250 pessoas em 2024. A Warhorse Studios queria que Kingdom Come: Deliverance II tivesse tudo que o primeiro game não pode ter por limitações técnicas e orçamentárias na época. O jogo usa uma versão altamente personalizada do CryEngine, com música composta pelos compositores tchecos Jan Valta e Adam Sporka. O protagonista, Henry, é novamente interpretado pelo ator britânico Tom McKay. Além disso, a experiência de vários historiadores, universidades e museus foi novamente utilizada para representar um “mundo medieval realista, envolvente e credível”.
Daniel Vávra, da Warhorse Studios, confirmou no X que o roteiro de KCDII consiste em 11.000 páginas de roteiro típico, totalizando aproximadamente 2,2 milhões de palavras de diálogo. Para contextualizar, estima-se que o script completo de GTA 5 tenha 3.500 páginas. Este número impressionante sugere que o jogo poderá ser o novo detentor do recorde de script mais longo em um game.
Kingdom Come: Deliverance II foi anunciado e revelado em abril de 2024. O jogo está programado para ser lançado para PlayStation 5, Windows e Xbox Series X/S em 4 de fevereiro de 2025.

### Versões
Kingdom Come: Deliverance II será lançado em três versões de varejo; além da Standard Edition básica, estará disponível como Gold Edition e Collector's Edition. A Gold Edition contém três DLCs /add-ons que serão lançados posteriormente, equipamentos para o protagonista e conteúdo bônus chamado "Shields of Seasons Passing". Tanto a Edição Standard quanto a Edição Gold estão disponíveis para download digital e como edição física. Os compradores da Standard Edition podem adquirir as três expansões e o conteúdo bônus "Shields of Seasons Passing" on-line como uma oferta de pacote digital. A Edição de Colecionador inclui todo o conteúdo da Edição Ouro e é complementada por vários itens de merchandising. Todos os que fizerem a pré-encomenda receberão uma missão bônus, "The Lion Crest", que por sua vez traz equipamento adicional para Henry.

## Recepção
Antes de seu lançamento, Kingdom Come: Deliverance II foi premiado como Melhor Jogo de PC na Gamescom 2024.

## Ligações Externas
- Kingdom Come: Deliverance II. no IMDb.
- Kingdom Come: Deliverance II no MobyGames